# Sarektjåkkå
Sarektjåkkå er et cirka 22 kilometer langt fjeldmassiv i Sarek Nationalpark i Lappland, i det nordlige Sverige.  Det er en del af den skandinaviske bjergkæde.  Massivet rummer de højeste bjergtoppe i nationalparken, Stortoppen på 2.089 meter og Sydtoppen på 2.023 meter.
- Kassatjåkkå i Sarektjåkkåmassivet
- Spika og Vuoinestjåkkå i Sarektjåkkåmassivet
- Øvre del af Mikkaglaciären i Sarektjåkkåmassivet

67°25′53″N 17°43′17″Ø / 67.4314°N 17.7214°Ø